# Sympathy (バンド)
sympathy（シンパシー）は、日本の4人組ガールズバンド。所属事務所はビクターエンタテインメント、所属レーベルはビクター系列の「CONNECTONE」。キャッチコピーは「高知県産、超絶無名バンド」。

## メンバー
全員が高知県立高知小津高等学校フォークソング部（後述）の同級生。メジャー・デビュー以降は全メンバーの下の名前が平仮名表記になっている。好きな音楽はバラバラだが、4人共通して好きなミュージシャンは東京事変と椎名林檎、相対性理論。
柴田 優（しばた ゆう）
1995年10月4日（29歳）生まれ、血液型はA型。
ヴォーカル、ギター担当。高知県高知市出身。東京都在住。
メイン・ソングライターの一人。
高校に入学するまでほとんど音楽を聴いておらず、田口に教えてもらうまでは両親の好きな松任谷由実、兄が好きなPerfumeなどのテクノポップ、あるいはVOCALOIDを聴いていたくらいだった。CDも買ったことがなかったが歌うことは好きだったので「やるならバンドかな」という漠然とした感じでフォークソング部に入った。
憧れのアーティストは椎名林檎で、彼女のように聴きに来てくれたお客さんを一瞬で魅了できるアーティストになりたいと思っている。
使用楽器：ギブソン・レスポールタイプのギター。
田口 華也奈（たぐち かやな）
1996年1月3日（29歳）生まれ、血液型はB型。
ギター担当。フェンダー・テレキャスタータイプのギターを使用。高知県出身、高知県高知市在住。
メイン・ソングライターの一人。
憧れのアーティストはチャットモンチーで、彼女たちのように常に新しいことをやりつつ、ただ音で楽しませるだけではなく何か人に影響を与えられたらいいと思っている。
好きなアーティストは兄と姉の影響で出会った銀杏BOYZやTHEE MICHELLE GUN ELEPHANTで、「ロックバンド、かっこいい!」と思い始めてそこからいろいろな音楽を聴くようになった。
今井 夏紀（いまい なつき）
1995年8月29日（29歳）生まれ、血液型はO型。
ベース担当。高知県長岡郡大豊町出身。京都府在住。
好きなアーティストはONE OK ROCK、ニッケルバック、サザンオールスターズ。
使用楽器：フェンダー・ジャズベースタイプ、Xotic XJ-1T 5stの5弦ベース。
門舛 友架（かどます ともか）
1996年3月11日（29歳）生まれ、血液型は今井と同じくO型。
ドラムス担当。高知県出身、高知県高知市在住。
VOCALOID曲が好き。

## 経歴

### 結成から高校卒業まで
2011年、高知県立高知小津高等学校のフォークソング部で出会った柴田、田口、今井、門舛の4人によって結成される。柴田以外は楽器未経験で、担当パートはみんなで第1希望を言い合って決めた。
バンド名は英語の辞書を開いた際にたまたま出てきた単語が「sympathy」で、読みもかわいいし綴りもいいからとそのまま命名。『バンド名が「同情」ってどうなんだろう』とも思ったが、あとで意味を調べたところ、「共鳴」や「痛みを分かち合う」という意味もあると知って後付けで由来を補強した。
高校1年の終わりに結成から数ヶ月、まだ持ち曲もほとんどない状態で出場した地元のコンテストで初出場でいきなり優勝、この特典としてレコーディングの権利を手に入れる。それまではGO!GO!7188やチャットモンチー、ASIAN KUNG-FU GENERATION、RADWIMPSなどのコピーをしていたが、レコーディングのためのオリジナル曲が必要となり、その際バンドで初めて作った曲が「あの娘のプラネタリウム」である。これ以降オリジナル曲を増やすようになり、地元のライブハウスの店長に自作曲を聴かせるなど試行錯誤する。
高校卒業直前にミニアルバム「カーテンコールの街」をレコーディングするが、4人の進学先がバラバラだったために卒業と同時に活動休止。進学のため柴田は上京、今井は京都に移住、田口と門舛は高知に残る。その後、「カーテンコールの街」は2014年8月6日に高知のインディーズレーベル「pocketbook records」からリリースされた。この作品も自主的に作ったものではなく、ライブハウスの関係者にオリジナル曲でライブするために1週間で作ってくるよう言われて宿題のような感じで作ったものだという。

### 高校卒業後
2014年夏、高知のライブハウスのブッキングマネージャーの後押しで、初めて東京のライブハウスに出演した。その際、現在の所属事務所の社長にスカウトされ、秋ごろにビクターの新レーベルに所属する話が舞い込む。この展開はメンバーも予測しておらず、メンバー間での話し合いの結果、学業優先での活動を条件にデビューを決める。事務所の社長はそもそも別のバンド目当てで会場に足を運んでいたが、たまたま見かけた彼女たちのステージに衝撃を受け、会場で入手した1stミニアルバム『カーテンコールの街』を聴いてその圧倒的な才能を確信したという。さらに彼からその音源を紹介されたCONNECTONEレーベルに至っては、一切ライブを見ずに契約した。
2015年7月15日、ミニアルバム「トランス状態」でメジャー・デビュー。2017年2月22日、1stフルアルバム「海鳴りと絶景」をリリース。
2018年、互いに遠距離で活動をしてきた4人は夏に全員上京し、満を持してミニ・アルバム「泣きっ面に煙」をリリースする。
2020年4月、公式YouTubeチャンネルを開設し、新曲MVのほか、楽曲製作の裏側やメンバー紹介などの動画投稿を行なっている。

## 楽曲制作
最初は各自入れたい言葉を持ってきてパズルのように組み合わせて作っていたが、バラバラに住むようになってからは主に柴田と田口が曲の構成とメロディ、ギターフレーズ、そして断片的な歌詞を作り、それを動画で撮ってその都度LINEで今井と門舛の2人に渡すことが多い。それを見て意見を出し合い、予定が合うときにSkypeで話し合って完成させている。誰か1人が中心になって作るわけではなく、柴田と田口の半々で、お互いに思い付いたら作って送る感じで、今井と門舛が歌詞を送ってくるときもあってそれを2人で足したり変えたりもする。
作詞、作曲、編曲のクレジットはすべて「sympathy」で統一されている。

## ディスコグラフィ

### 配信シングル
- SNS（2016年11月30日）
- SunShine（2017年11月1日）
- 少女とショットガン (鬼哭啾々 ver.)（2019年2月14日）
- おもかげペトロニウス（2024年8月28日）
- とびきりの愛を（2024年9月18日）
- バス停にて（2024年10月9日）

### その他
- OSM High School MUSIC CAMP Compilation (2012年)

高校生バンドのコンテスト「OSM High School MUSIC CAMP」の近畿大会、西日本大会での優勝バンドによってレコーディングされたもの。高知大会で優勝したsympathyは8曲目「あの娘のプラネタリウム」で参加。
- 女子更生 (2013年5月1日)

pocketbook recordsから発売。価格は200円。2曲入り。

## タイアップ一覧
| 使用年 | 楽曲                         | タイアップ                                                                                  |
| ------ | ---------------------------- | ------------------------------------------------------------------------------------------- |
| 2015年 | あの娘のプラネタリウム       | BS朝日『テイバン・タイムズ』エンディングテーマ                                              |
| 2016年 | SNS                          | 読売テレビ『キューン!』12月エンディングテーマ                                               |
| 2017年 | ドロップキック・ミッドタウン | 地域発信型映画『耳かきランデブー』オープニングテーマ                                        |
| 2017年 | 深海                         | 読売テレビ・日本テレビ系『カミングアウトバラエティ!! 秘密のケンミンSHOW』エンディングテーマ |
| 2017年 | SunShine                     | 高知県大手スーパーマーケット『サンシャイン』チェーンイメージソング                          |

## ミュージックビデオ
| 監督                   | 曲名                               | 備考                                                             |
| ---------------------- | ---------------------------------- | ---------------------------------------------------------------- |
| 不明                   | 「あの娘のプラネタリウム」         | 高校時代のもの。「トランス状態」収録とはアレンジが異なっている。 |
| 不明                   | 「ナイン・トゥ・ファイバー」       |                                                                  |
| 東市篤憲               | 「さよなら王子様」                 |                                                                  |
| 東市篤憲               | 「泣いちゃった(4人ver.)」          |                                                                  |
| 東市篤憲               | 「深海」                           |                                                                  |
| TAKU KATSUMI（FIXION） | 「スクールガール・コンプレックス」 |                                                                  |
| TAKU KATSUMI（FIXION） | 「今年も夏が終わる」               |                                                                  |
| 不明                   | 「夜中にごめんね」                 | デモ音源（2020年11月）                                           |
| 不明                   | 「とびきりの愛を」                 | デモ音源（2020年12月）                                           |
| 田口かやな             | 「バス停にて」                     | デモ音源（2021年2月）                                            |

## メディア出演

### ラジオ
- sympathy柴田ゆうの“眠りにつくその前に…” （エフエム高知、2016年6月5日 - ）柴田のみ